# Gladenbach
Gladenbach település Németországban, Hessen tartományban. Lakosainak száma 12 594 fő (2023. december 31.). Gladenbach Dautphetal, Marburg, Weimar (Lahn), Lohra, Bischoffen és Bad Endbach községekkel határos.

## Népesség
A település népességének változása:
| Lakosok száma | 12 281 | 12 262 | 12 294 | 12 513 | 12 594 |
|               | 2017   | 2019   | 2021   | 2022   | 2023   |